# Simon Mol
Simon Mol, właśc. Simon Moleke Njie (ur. 6 listopada 1973 w Buéi, według niektórych źródeł w 1968, zm. 10 października 2008 w Warszawie) – kameruński przestępca, pisarz, poeta i dziennikarz (publikował na łamach m.in. „Warsaw Voice”), przebywający w Polsce. Podając się za uchodźcę politycznego uzyskał w 2000 w Polsce status uchodźcy.

## Życiorys

### Życie w Afryce i fałszywy życiorys
Simon Moleke Njie urodził się w anglojęzycznej rodzinie na terenie dawnego tzw. Kamerunu Brytyjskiego. W Polsce podawał, że rozpoczynał karierę dziennikarską w nieistniejącym już tygodniku „The Sketch”, adresowanym do anglojęzycznej mniejszości w kraju. W rozmowie z dziennikarzami „Rzeczpospolitej” i TVN były redaktor tego pisma, Norbert Wasso, podał, że Moleke Njie nigdy nie pracował w redakcji.
Mol podawał, że był współpracownikiem kilku gazet i stacji radiowej. Jego matka, Hannah Ngaje (ur. 1943), podała jednak, że syn jedynie dorywczo pisywał do gazet, a po skończeniu szkoły zawodowej pracował w rafinerii. Zdementowała ona rozpowszechnianą przez Moleke Njie informację, jakoby w 1996 został on aresztowany w czasie przygotowań do publikacji artykułu o skandalu korupcyjnym w kameruńskim rządzie, a ona sama aktywnie zabiegała o uwolnienie syna.
Simon Moleke Njie podawał, że po rzekomym aresztowaniu udało mu się zbiec za granicę i szukał azylu w kilku państwach afrykańskich, m.in. Gwinei Równikowej, Gabonie (gdzie, jak twierdził, utrzymywał się przez rok z pisania wierszy), Nigerii i Burkina Faso.
Według jego wersji w 1997 udzielono mu azylu w Ghanie, gdzie również pracował jako dziennikarz w opozycyjnej gazecie „The Weekly Insight”. Ze względu na działalność polityczną miał zostać we wrześniu 1998 aresztowany w Akrze na sześć tygodni i wyjść na wolność dzięki wstawiennictwu miejscowego PEN-Clubu, pod warunkiem zaprzestania działalności politycznej.
Informacje te zdementowali przedstawiciele Związku Dziennikarzy Ghany Bright Kwame oraz Mackay Anim-Appiah, szef ghańskiego PEN-Clubu. Według Brighta Kwame Moleke Njie zajmował się pisywaniem artykułów o futbolu i nigdy nie był w Ghanie aresztowany. Mackay Anim-Appiah, który przekazał Molowi swoje zaproszenie na zjazd PEN-Clubu w Polsce, powiedział: Jestem zdruzgotany i zszokowany. […] Nie mogę uwierzyć w to, co zrobił.
6 marca 2007 dziennik „Rzeczpospolita” opublikował ustalenia ze śledztwa dziennikarskiego, w których stwierdzono, że życiorys Simona Mola został przez niego sfabrykowany. Według dziennika Mol nie był – jak podawał – represjonowany za działalność polityczną, a tym bardziej nie był aresztowany.

### Pobyt w Polsce
Simon Moleke Njie trafił do Polski na początku 1999 razem z delegacją oddziału PEN-Clubu w Ghanie na kongres tej organizacji w Warszawie. Po przyjeździe złożył wniosek o nadanie statusu uchodźcy, który rozpatrzono pozytywnie we wrześniu 2000. W Polsce funkcjonował pod pseudonimem literackim Simon Mol.
Podawał, że przez krótki okres pracował w Ministerstwie Spraw Zagranicznych. Tymczasem Tomasz Szeratics z Departamentu Systemu Informacji MSZ napisał w oświadczeniu dziennikarzom „Rzeczpospolitej”, że Simon Mol alias Simon Moleke Njie nie był zatrudniony w MSZ. W 2002 tomik jego wierszy Africa… My Africa (z polskim tłumaczeniem) opublikowało wydawnictwo Verbinum, prowadzone przez misjonarzy werbistów.
Jako aktywny działacz był znany w środowisku warszawskich działaczy społecznych, katolickich i antyrasistowskich, a także w światku literackim. Był współpracownikiem Polskiej Akcji Humanitarnej, założycielem Teatru Uchodźców (Migrator Theatre), współzałożycielem Stowarzyszenia Uchodźców RP i założycielem Stowarzyszenia Pisarzy Zagranicznych w Polsce.
Stowarzyszenie „Nigdy Więcej” przyznało mu tytuł „Antyfaszysta Roku 2003”, m.in. za współorganizowanie akcji „Wykopmy rasizm ze stadionów”, imprezy w ramach tygodnia akcji „Futbol przeciwko rasizmowi w Europie” (obejmowała m.in. mecz piłkarski Polonia Warszawa kontra Afrykańczycy mieszkający w Polsce). Simon Mol grał w drużynie piłkarskiej Mazur Karczew.
Moleke podawał się za honorowego członka Brytyjskiego Ośrodka Międzynarodowego PEN-Clubu.
W 2004, w imieniu prezydenta Polski, został nominowany do nagrody Sergio Vieira de Mello Prize, razem z Tadeuszem Mazowieckim i innymi zasłużonymi osobami, za „odbudowywanie pokoju w społecznościach po konfliktach”, przyznawanej pod patronatem UNHCR i innych instytucji.
W 2006 dzięki „efektom starań wielu osób” otrzymał nagrodę międzynarodowego PEN-Clubu „Oxfam Novib/PEN Award for Freedom of Expression”.
Z publikacji „Rzeczpospolitej” z 2 lutego 2007 wynikało, że Moleke Njie mógł wyłudzić mieszkanie przy współudziale urzędniczki samorządowej z Warszawskiego Centrum Pomocy Rodzinie, w którym był członkiem komisji przyznającej mieszkania dla najbardziej potrzebujących rodzin wielodzietnych i żyjących w ubóstwie. Według tej samej publikacji stołeczna policja badała także wątek działalności finansowej Fundacji Migrator Theatre, w której mogło dojść do nadużyć ze strony Simona Moleke Njie. Śledztwo nie wykazało dotychczas żadnych nadużyć, a prokuratura nie postawiła żadnych tego typu zarzutów.

### Proces sądowy
3 stycznia 2007 został zatrzymany w Warszawie i tymczasowo aresztowany przez sąd w związku z zarzutami z art. 156 Kodeksu karnego, tj. o zarażanie licznych partnerek seksualnych złośliwym szczepem wirusa HIV-1 (rekombinacja genetyczna podtypów A i G), występującym tylko w Kamerunie i krajach ościennych.
5 stycznia 2007 minister sprawiedliwości Zbigniew Ziobro podjął decyzję o ujawnieniu nazwiska i upublicznieniu wizerunku podejrzanego, ze względu na „ważny interes społeczny”, uzasadniając, że upublicznienie „umożliwi (…) rozpoznanie sprawcy szerszej grupie poszkodowanych osób”.
Nosicielstwo HIV stwierdzono u Moleke Njie po raz pierwszy w Centralnym Ośrodku dla Cudzoziemców w Dębaku w trakcie ubiegania się o status uchodźcy w 1999 lub 2000. Przepisy zabraniają upubliczniania informacji o wyniku takiego badania.
14 grudnia 2007 do Sądu Rejonowego dla Warszawy-Żoliborza trafił akt oskarżenia. Prokurator postawił mu 13 zarzutów, w tym 11 zarzutów zarażenia wirusem HIV kobiet oraz dodatkowo zarzut bezpośredniego narażenia na takie zarażenie jednej kobiety. Kolejny zarzut dotyczył posiadania bez zezwolenia białej broni, jaką jest nunczako. Z uwagi na wielość zarzutów łączna kara mogła przekroczyć 10 lat więzienia, więcej niż wynika to z art. 156 § 1 Kodeksu karnego.
Proces Simona Mola rozpoczął się w połowie lipca 2008. Sąd utajnił przebieg rozprawy. W połowie sierpnia 2008 stan zdrowotny oskarżonego pogorszył się i Mol zaczął być leczony w ZOZ Aresztu Śledczego dla Warszawy Mokotowa. Wszystkie zaplanowane rozprawy sądu we wrześniu 2008 zostały z tego powodu odwołane.
24 września 2008 Mol doznał zapaści oraz niewydolności nerek. 25 września 2008 sąd podjął decyzję o uchyleniu aresztu tymczasowego, ze względu na zły stan zdrowia stosując jako środek zapobiegawczy zakaz opuszczania kraju. Został przewieziony do Szpitala Zakaźnego przy ul. Wolskiej w Warszawie, gdzie zmarł 10 października 2008.

### Informacje prasowe
Według informacji policji od Njie zaraziło się wirusem HIV przynajmniej 16 kobiet, niektóre z nich zachorowały na AIDS.
Na witrynie internetowej Ministerstwa Sprawiedliwości RP napisano „Przestępcze działania Simona Moleke Njie uznać należy za wyjątkowo nikczemne”. Sąd Rejonowy dla Warszawy Żoliborza podjął decyzje o jego tymczasowym aresztowaniu na trzy miesiące, następnie wydłużając ten okres.
Według publikacji „Rzeczpospolitej” z 9 stycznia 2007 Moleke Njie mógł dążyć do zarażenia jak największej liczby kobiet, kierując się afrykańskim przesądem. Cytowana przez dziennik afrykanistka podała, że według wierzeń afrykańskiego szamanizmu choroby można się pozbyć, oddając ją innym, a przesąd ten jest popularny w Afryce także w odniesieniu do wirusa HIV. Sam Moleke Njie nazywał siebie The Son of Efasomato; w kameruńskich wierzeniach Ephasa Mote jest demonem niszczącym nieprzyjaciół ludu Bakweri.
W wywiadzie z jedną z zakażonych przez niego kobiet pojawiają się także spekulacje co do innego motywu zarażania. Otóż według tego wywiadu Simon miał być w rzeczywistości "fanatycznym muzułmaninem" który w ten sposób chciał zniszczyć kulturę Zachodu. Pojawiły się również spekulacje co do istnienia większej grupy działających w ten sposób „terrorystów”. Sam Simon Mol deklarował się jako chrześcijanin.
Po jego śmierci publicysta Adam Leszczyński w „Gazecie Wyborczej” z 12 października 2008 wysunął hipotezę, że Simon Mol nie wierzył w to, iż rzeczywiście jest chory, co tłumaczyłoby jego odmowę leczenia na HIV/AIDS. Zjawisko wyparcia jest dosyć powszechne w Afryce, jeśli chodzi o epidemię AIDS. Sam zainteresowany do samego końca twierdził, iż nie jest chory na AIDS i odmawiał przyjmowania leków.

### Skutki epidemiologiczne i polityczne
Z powodu sprawy Simona Mola i wbrew lobbingowi UNHCR Polska wprowadziła w 2008 obowiązkowe testy HIV dla wszystkich uchodźców.